# Ramanathan Krishnan
Ramanathan Krishnan (ur. 11 kwietnia 1937 w Ćennaju) – hinduski tenisista, reprezentant kraju w Pucharze Davisa.

## Życie prywatne
Jest ojcem Ramesha Krishnana, również tenisisty. W 1995 otworzył wspólnie z synem Krishnan Tennis Centre. Za zasługi w tenisie odznaczony orderem Padma Shri i Padma Bhushan.

## Kariera tenisowa
W 1954 został mistrzem Wimbledonu w grze pojedynczej chłopców.
Krishnan dwukrotnie został półfinalistą zawodów Wielkiego Szlema, Wimbledonu 1960 i 1961. W latach 1953–1968 był najwyżej klasyfikowanym hinduskim tenisistą.
W latach 1953–1969 i 1976 reprezentował Indie w Pucharze Davisa osiągając z zespołem finał w 1966. Wygrał łącznie sześćdziesiąt dziewięć meczów reprezentacyjnych i poniósł dwadzieścia osiem porażek. W 1974, już jako kapitan, ponownie awansował z zespołem do finału zawodów.
W roku 1961 został laureatem nagrody Arjuna Award.